# Mörtsjön, Medelpad
Mörtsjön är en sjö i Ånge kommun i Medelpad och ingår i Ljungans huvudavrinningsområde. Sjön har en area på 0,522 kvadratkilometer och ligger 277 meter över havet.

## Delavrinningsområde
Mörtsjön ingår i det delavrinningsområde (691415-145994) som SMHI kallar för Mynnar i Enstern. Medelhöjden är 283 meter över havet och ytan är 33,7 kvadratkilometer. Räknas de 10 avrinningsområdena uppströms in blir den ackumulerade arean 61,96 kvadratkilometer. Storån som avvattnar avrinningsområdet har biflödesordning 2, vilket innebär att vattnet flödar genom totalt 2 vattendrag innan det når havet efter 169 kilometer. Avrinningsområdet består mestadels av skog (59 procent) och sankmarker (16 procent). Avrinningsområdet har 6,54 kvadratkilometer vattenytor vilket ger det en sjöprocent på 19,4 procent.